# Alvaradoa jamaicensis
Alvaradoa jamaicensis är en tvåhjärtbladig växtart som beskrevs av George Bentham. Alvaradoa jamaicensis ingår i släktet Alvaradoa och familjen Picramniaceae. Inga underarter finns listade.
Denna växt förekommer endemisk på Jamaica. Den hittas i klippiga områden med kalksten samt några buskar och trädgrupper.
Alvaradoa jamaicensis är ganska sällsynt. IUCN listar arten som sårbar (VU).